# Queralbs
Queralbs (nome oficial), Caralps ou Carálps é um município da Espanha na comarca de Ripollès, província de Girona, comunidade autónoma da Catalunha. Tem 93,5 km² de área e em 2021 tinha 191 habitantes (densidade: 2 hab./km²).

## Demografia
| Variação demográfica do município entre 1991 e 2004[carece de fontes?] | Variação demográfica do município entre 1991 e 2004[carece de fontes?] | Variação demográfica do município entre 1991 e 2004[carece de fontes?] | Variação demográfica do município entre 1991 e 2004[carece de fontes?] |
| ---------------------------------------------------------------------- | ---------------------------------------------------------------------- | ---------------------------------------------------------------------- | ---------------------------------------------------------------------- |
| 1991                                                                   | 1996                                                                   | 2001                                                                   | 2004                                                                   |
| 199                                                                    | 192                                                                    | 194                                                                    | 198                                                                    |